# Malvidi
Malvidi o Eurosidi II è un'ampia unità tassonomica all'interno del clade delle Angiosperme, non presente nel precedente sistema Cronquist: è stata infatti introdotta con la più moderna classificazione APG.
Il raggruppamento delle Fabidi include circa 31 000 specie di piante, che sono ripartite, secondo la più aggiornata classificazione APG IV, in 8 ordini per un totale di 59 famiglie.

## Etimologia
Il nome di questo clade deriva dal latino malva, ossia "molle", difatti già in antichità erano note le proprietà emollienti della malva selvatica. Da questa specie derivano anche i nomi del genere Malva, della famiglia Malvaceae e dell'ordine Malvales, che ha dato il nome di questo clade.
Questo taxon è anche noto col nome scientifico di Malvidae, nome che è stato introdotto appositamente per la classificazione filogenetica nel 2007 dai botanici W.S. Judd, D.E. Soltis e P.S. Soltis. Questa denominazione è stata successivamente validata dalla scoperta, sempre nello stesso anno, di una diretta relazione con la descrizione di Antoine-Laurent de Jussieu per l'ordine Malvaceae (ridotto al rango di famiglia nel sistema Cronquist), presente nella sua opera Genera Plantarum.

## Descrizione
Così come per il clade superiore delle Rosidi non vi sono chiari apomorfismi non molecolari che accomunino tra loro le specie appartenenti alle Malvidi. Tra le poche caratteristiche comuni abbiamo il fatto che generalmente i petali e i sepali non sono fusi tra loro e che gli ovuli sono bitegmici e crassinucellati.

## Tassonomia

### Filogenesi
La filogenesi del clade Malvidi, aggiornata alla classificazione APG IV, si presenta come segue:
|  | Geraniales |
|  |            |
|  | Myrtales   |
|  |            |

|  | Huerteales                                               |
|  |                                                          |
|  | \| \| Brassicales \| \| \| \| \| \| Malvales \| \| \| \| |
|  |                                                          |
|  | Brassicales                                              |
|  |                                                          |
|  | Malvales                                                 |
|  |                                                          |

|  | Brassicales |
|  |             |
|  | Malvales    |
|  |             |

|  | Huerteales                                               |
|  |                                                          |
|  | \| \| Brassicales \| \| \| \| \| \| Malvales \| \| \| \| |
|  |                                                          |
|  | Brassicales                                              |
|  |                                                          |
|  | Malvales                                                 |
|  |                                                          |

|  | Brassicales |
|  |             |
|  | Malvales    |
|  |             |

|  | Huerteales                                               |
|  |                                                          |
|  | \| \| Brassicales \| \| \| \| \| \| Malvales \| \| \| \| |
|  |                                                          |
|  | Brassicales                                              |
|  |                                                          |
|  | Malvales                                                 |
|  |                                                          |

|  | Brassicales |
|  |             |
|  | Malvales    |
|  |             |

|  | Huerteales                                               |
|  |                                                          |
|  | \| \| Brassicales \| \| \| \| \| \| Malvales \| \| \| \| |
|  |                                                          |
|  | Brassicales                                              |
|  |                                                          |
|  | Malvales                                                 |
|  |                                                          |

|  | Brassicales |
|  |             |
|  | Malvales    |
|  |             |

|  | Huerteales                                               |
|  |                                                          |
|  | \| \| Brassicales \| \| \| \| \| \| Malvales \| \| \| \| |
|  |                                                          |
|  | Brassicales                                              |
|  |                                                          |
|  | Malvales                                                 |
|  |                                                          |

|  | Brassicales |
|  |             |
|  | Malvales    |
|  |             |

|  | Huerteales                                               |
|  |                                                          |
|  | \| \| Brassicales \| \| \| \| \| \| Malvales \| \| \| \| |
|  |                                                          |
|  | Brassicales                                              |
|  |                                                          |
|  | Malvales                                                 |
|  |                                                          |

|  | Brassicales |
|  |             |
|  | Malvales    |
|  |             |

|  | Huerteales                                               |
|  |                                                          |
|  | \| \| Brassicales \| \| \| \| \| \| Malvales \| \| \| \| |
|  |                                                          |
|  | Brassicales                                              |
|  |                                                          |
|  | Malvales                                                 |
|  |                                                          |

|  | Brassicales |
|  |             |
|  | Malvales    |
|  |             |

|  | Huerteales                                               |
|  |                                                          |
|  | \| \| Brassicales \| \| \| \| \| \| Malvales \| \| \| \| |
|  |                                                          |
|  | Brassicales                                              |
|  |                                                          |
|  | Malvales                                                 |
|  |                                                          |

|  | Brassicales |
|  |             |
|  | Malvales    |
|  |             |

|  | Geraniales |
|  |            |
|  | Myrtales   |
|  |            |

|  | Huerteales                                               |
|  |                                                          |
|  | \| \| Brassicales \| \| \| \| \| \| Malvales \| \| \| \| |
|  |                                                          |
|  | Brassicales                                              |
|  |                                                          |
|  | Malvales                                                 |
|  |                                                          |

|  | Brassicales |
|  |             |
|  | Malvales    |
|  |             |

|  | Huerteales                                               |
|  |                                                          |
|  | \| \| Brassicales \| \| \| \| \| \| Malvales \| \| \| \| |
|  |                                                          |
|  | Brassicales                                              |
|  |                                                          |
|  | Malvales                                                 |
|  |                                                          |

|  | Brassicales |
|  |             |
|  | Malvales    |
|  |             |

|  | Huerteales                                               |
|  |                                                          |
|  | \| \| Brassicales \| \| \| \| \| \| Malvales \| \| \| \| |
|  |                                                          |
|  | Brassicales                                              |
|  |                                                          |
|  | Malvales                                                 |
|  |                                                          |

|  | Brassicales |
|  |             |
|  | Malvales    |
|  |             |

|  | Huerteales                                               |
|  |                                                          |
|  | \| \| Brassicales \| \| \| \| \| \| Malvales \| \| \| \| |
|  |                                                          |
|  | Brassicales                                              |
|  |                                                          |
|  | Malvales                                                 |
|  |                                                          |

|  | Brassicales |
|  |             |
|  | Malvales    |
|  |             |

|  | Huerteales                                               |
|  |                                                          |
|  | \| \| Brassicales \| \| \| \| \| \| Malvales \| \| \| \| |
|  |                                                          |
|  | Brassicales                                              |
|  |                                                          |
|  | Malvales                                                 |
|  |                                                          |

|  | Brassicales |
|  |             |
|  | Malvales    |
|  |             |

|  | Huerteales                                               |
|  |                                                          |
|  | \| \| Brassicales \| \| \| \| \| \| Malvales \| \| \| \| |
|  |                                                          |
|  | Brassicales                                              |
|  |                                                          |
|  | Malvales                                                 |
|  |                                                          |

|  | Brassicales |
|  |             |
|  | Malvales    |
|  |             |

|  | Huerteales                                               |
|  |                                                          |
|  | \| \| Brassicales \| \| \| \| \| \| Malvales \| \| \| \| |
|  |                                                          |
|  | Brassicales                                              |
|  |                                                          |
|  | Malvales                                                 |
|  |                                                          |

|  | Brassicales |
|  |             |
|  | Malvales    |
|  |             |

|  | Huerteales                                               |
|  |                                                          |
|  | \| \| Brassicales \| \| \| \| \| \| Malvales \| \| \| \| |
|  |                                                          |
|  | Brassicales                                              |
|  |                                                          |
|  | Malvales                                                 |
|  |                                                          |

|  | Brassicales |
|  |             |
|  | Malvales    |
|  |             |

### Ordini
Con l'aggiornamento alla classificazione APG IV del 2016 si sono mantenuti gli 8 ordini già presenti in questo clade, anche se è probabile che in futuro vengano qui inclusi gli appartenenti al clade COM.
Gli ordini inclusi nelle Malvidi sono:
- Geraniales Juss. ex Bercht. & J.Presl
- Myrtales Juss. ex Bercht. & J.Presl
- Crossosomatales Takht. ex Reveal
- Picramniales Doweld
- Sapindales Juss. ex Bercht. & J.Presl
- Huerteales Doweld
- Brassicales Bromhead
- Malvales Juss. ex Bercht. & J.Presl

### Famiglie
Con l'aggiornamento alla classificazione APG IV del 2016 nel genere sono state incluse un totale di 59 famiglie, senza alterare molto la loro suddivisione rispetto alla classificazione precedente. Quelle attualmente accettate, incluse nei relativi ordini, sono le seguenti:
Le famiglie contrassegnate con (*) sono state aggiunte o riclassificate successivamente alla pubblicazione della classificazione APG III, introdotta invece nel 2009, mentre la dicitura "nom. cons." (Nomen conservandum) indica un nome che deve essere preservato, pertanto quel certo nome scientifico gode di specifiche protezioni a livello nomenclaturale.
Geraniales Dumort. (1829)
- Geraniaceae Juss. (1789), nom. cons.
- Francoaceae A.Juss. (1832), nom. cons. *

Myrtales Rchb. (1828)
- Alzateaceae S.A.Graham (1985)
- Combretaceae R.Br. (1810), nom. cons.
- Crypteroniaceae A.DC. (1868), nom. cons.
- Lythraceae J.St.-Hil. (1805), nom. cons.
- Melastomataceae Juss. (1789), nom. cons.
- Myrtaceae Juss. (1789), nom. cons.
- Onagraceae Juss. (1789), nom. cons.
- Penaeaceae Sweet ex. Guill. (1828), nom. cons.
- Vochysiaceae A.St.-Hil. (1820), nom. cons.

Crossosomatales Takht. ex. Reveal (1993)
- Aphloiaceae Takht. (1985)
- Crossosomataceae Engl. (1897), nom. cons.
- Geissolomataceae Endl. (1841)
- Guamatelaceae S.H.Oh & D.Potter (2006)
- Stachyuraceae J.Agardh (1858), nom. cons.
- Staphyleaceae Martynov (1820), nom. cons.
- Strasburgeriaceae Soler. (1908), nom. cons.

Picramniales Doweld (2001)
- Picramniaceae Fernando & Quinn (1995)

Sapindales Dumort. (1829)
- Anacardiaceae R.Br. (1818), nom. cons.
- Biebersteiniaceae Endl. (1841)
- Burseraceae Kunth (1824), nom. cons.
- Kirkiaceae (Engl.) Takht. (1967)
- Meliaceae Juss. (1789), nom. cons.
- Nitrariaceae Bercht. & J.Presl (1820), nom. cons.
- Rutaceae Juss. (1789), nom. cons.
- Sapindaceae Juss. (1789), nom. cons.
- Simaroubaceae DC. (1811), nom. cons.

Huerteales Doweld (2001)
- Gerrardinaceae M.H.Alford (2006)
- Dipentodontaceae Merr. (1941) nom. cons.
- Petenaeaceae Christenh. et al. (2010) *
- Tapisciaceae (Pax) Takht. (1987)

Brassicales Bromhead (1838)
- Akaniaceae Stapf (1912), nom. cons.
- Bataceae Perleb. (1838), nom. cons.
- Brassicaceae Burnett (1835), nom. cons.
- Capparaceae Juss., nom. cons.*
- Caricaceae Dumort. (1829), nom. cons.
- Cleomaceae Bercht. & J.Presl (1825)
- Emblingiaceae Airy Shaw (1964)
- Gyrostemonaceae Endl. (1841), nom. cons.
- Koeberliniaceae Engl. (1895), nom. cons.
- Limnanthaceae R.Br. (1833), nom. cons.
- Moringaceae Martynov (1820), nom. cons.
- Pentadiplandraceae Hutch. & Dalziel (1928)
- Resedaceae Bercht. & J.Presl (1820), nom. cons. *
- Salvadoraceae Lindl. (1836), nom. cons.
- Setchellanthaceae Iltis (1999)
- Tovariaceae Pax (1891), nom. cons.
- Tropaeolaceae Bercht. & J.Presl (1820), nom. cons.

Malvales Dumort. (1829)
- Bixaceae Kunth (1822), nom. cons.
- Cistaceae Juss. (1789), nom. cons.*
- Cytinaceae A.Rich.(1824)
- Dipterocarpaceae Blume (1825), nom. cons. *
- Malvaceae Juss. (1789), nom. cons.
- Muntingiaceae C.Bayer, M.W.Chase & M.F.Fay (1998)
- Neuradaceae Link (1831), nom. cons.
- Sarcolaenaceae Caruel (1881), nom. cons.
- Sphaerosepalaceae (Warb.) Tiegh. ex Bullock (1959)
- Thymelaeaceae Juss. (1789), nom. cons.

### Novità APG IV
- In Huerteales è stata aggiunta la nuova famiglia Petenaeaceae, considerata un incertae sedis dalla classificazione APG III ma che, grazie a nuove analisi, si è scoperta in lontana relazione con la famiglia Gerrardinaceae[9]. È una famiglia monogenerica, composta da una sola specie (Petenaea cordata).
- In Geraniales è stata ampiamente modificata la famiglia Francoaceae, data la necessità di nuovi studi nell'ordine. A livello nomenclaturale, per priorità nella denominazione, è stata invertita con la famiglia Melianthaceae mentre Vivianiaceae è ora qui inclusa sulla base di nuovi studi[10]. Si è deciso di mantenere Francoaceae molto ampia, date le non ben definite relazioni tra questa e le famiglie in essa aggiunte, anche a seguito di risultati contrastanti nella classificazione di alcuni generi (Balbisia, Rhynchotheca, Viviania e Wendtia) negli studi più recenti[10][11].
- In Sapidales, nelle Sapindaceae, è inclusa la nuova famiglia Xanthocerataceae[12]
- Il genere Pakaraimaea, precedentemente compreso nella famiglia Dipterocarpaceae, si è scoperto essere in stretta relazione (all'88% in base ai risultati dell'analisi dell'enzima rcbL col metodo di bootstrap[13]) alle Cistaceae nelle quali, allargate, è ad oggi incluso. Si è discusso se riformare la famiglia delle Dipterocarpaceae, allargandola a Sarcolaenaceae e Cistaceae, ma alcune eccezioni sulle relazioni tra queste sono state trovate, e pertanto le Dipterocarpaceae non sono ancora state allargate[1].
- Nell'ordine delle Brassicales si è proseguita la classificazione più rigorosa, secondo la moderna analisi filogenetica, dei generi contenuti in Cleomaceae e Capparaceae in corso già dalla pubblicazione di APG III. Nel passaggio alla classificazione APG IV si è preso atto di come i generi Borthwickia, Forchhammeria, Stixis e Tirania siano collettivamente parafiletici alle Resedaceae, venendo qui inclusi[14]. Inoltre si sono istituite le nuove classificazioni Stixidaceae e Borthwickiaceae, costituite dai rispettivi generi, incluse in Resedaceae come sottofamiglie di questa.
- Infine i due generi Keithia e Poilanedora, nonostante siano ancora inclusi in Capparaceae, hanno una scarsa corrispondenza morfologica con altre unità tassonomiche contenute in questa famiglia, il che fa logicamente supporre che debbano essere incluse all'interno di un ordine differenti. Pertanto restano al momento compresi in Capparaceae come generi non collocati.